# The Plague Within
The Plague Within ist das 14. Studioalbum der englischen Gothic-Metal-Band Paradise Lost. Es erschien am 29. Mai 2015 bei Century Media.

## Hintergrund
Im Januar 2015 kündigte die Band das Album an. Produziert wurde es von Jaime Gomez Arellano (Ghost, Ulver, Cathedral, Angel Witch). Gitarrist Greg Mackintosh sagte, die Band wolle mit dem Album etwas Neues, Unerwartetes ausprobieren: „Sometimes it’s nice to do albums that are expected, in a way. But for a career like ours it’s important to do certain records and songs where you try something else.“
Die Band wollte die Linien zwischen Harmonien und Rhythmen verschwimmen lassen und so einen „vermengteren“ Klang erreichen. Zunehmend wurden zudem auch Death-Metal-Elemente verwendet, wie auch Sänger Nick Holmes bestätigte. Hintergrund waren unter anderem die Death-Metal-Nebenprojekte der beiden. Holmes engagierte sich zu dieser Zeit schon bei Bloodbath, während Mackintosh wenige Jahre zuvor nach dem Tod seines Vaters das Death/Crust-Projekt Vallenfyre gegründet hatte. Mackintosh betonte jedoch die kreative Unabhängigkeit: „We want it to sound like no one else in metal. Whether we’ve achieved that, I have no idea until everyone hears it.“

## Titelliste
1. No Hope in Sight – 4:54
2. Terminal – 4:28
3. An Eternity of Lies – 5:58
4. Punishment Through Time – 5:13
5. Beneath Broken Earth – 6:09
6. Sacrifice the Flame – 4:42
7. Victim of the Past – 4:29
8. Flesh from Bone – 4:19
9. Cry Out – 4:31
10. Return to the Sun – 5:44
11. Victim Of The Past [Orchestra Version] – 5:13 (Bonustrack)

## Maximum Plague
Der deutsche Metal Hammer veröffentlichte mit seiner Mai-Ausgabe des Jahres 2015 eine CD names Maximum Plague. Auf dieser waren zwei neue Titel sowie Live-Mitschnitte früherer Titel enthalten, die während des Konzerts zum 25. Jubiläum der Band im Londoner Roundhouse aufgenommen wurden.
1. No Hope in Sight (neuer Titel)
2. Punishment Through Time (neuer Titel)
3. Mortals Watch the Day (Live at the Roundhouse)
4. So Much Is Lost (Live at the Roundhouse)
5. Remembrance (Live at the Roundhouse)
6. Gothic (Live at the Roundhouse)
7. Enchantment (Live at the Roundhouse)
8. Tragic Idol (Live at the Roundhouse)
9. Never for the Damned (Live at the Roundhouse)
10. Rotting Misery (Live at the Roundhouse)